# Markthalle (Auvillers-les-Forges)

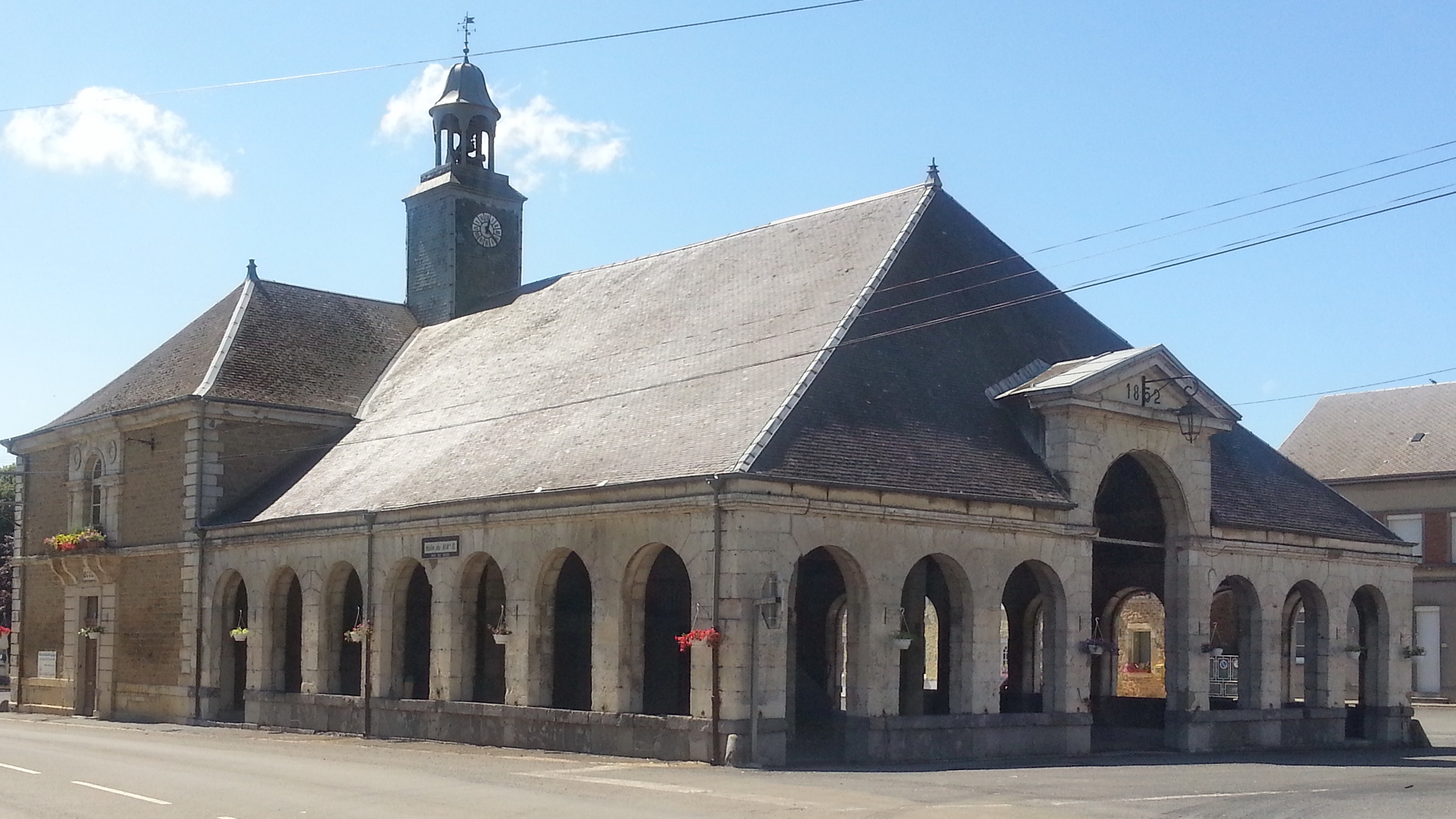
Markthalle in Auvillers-les-Forges

Die Markthalle in Auvillers-les-Forges, einer französischen Gemeinde im Département Ardennes in der Region Grand Est, wurde 1852 errichtet. 
Die Markthalle aus Haustein ist direkt an das Rathaus angebaut. Sie ist an drei Seiten durch Arkaden geöffnet. Ein hoher Rundbogen, der von einem Dreiecksgiebel bekrönt wird, bildet den Hauptzugang.
Der Verein Les Amis de la Halle bemüht sich darum, dass die Markthalle im heutigen Zustand erhalten bleibt und vielfältig genutzt werden kann.